# Warnik
Warnik (do 1945 niem. Warningshof) – osada w Polsce położona w województwie zachodniopomorskim, w powiecie polickim, w gminie Kołbaskowo.
W latach 1975–1998 miejscowość położona była w województwie szczecińskim.